# Heinrich Roll
Heinrich Roll (Hendric(k) Rol) auch Heinrich von Hilversum (* zu Beginn des 16. Jahrhunderts in Grave an der Maas; † Herbst 1534 in Maastricht; hingerichtet) war ein Täuferprediger in Münster.

## Leben
Das genaue Geburtsjahr von Heinrich Roll ist nicht bekannt. Er war Mönch im Karmeliterkloster von Haarlem, wo er mit reformatorischen Ideen in Berührung kam. Nach dem Austritt aus dem Kloster wurde er Kaplan in IJsselstein (Utrecht). Im Sommer 1531 verkehrte er im Hause von Wolfgang Capito in Straßburg und traf mit Martin Bucer, Bernhard Rothmann und Kaspar von Schwenckfeld zusammen. Im Frühjahr 1532 hielt sich Roll in Wassenberg im Herzogtum Jülich auf. Von hier zog er zusammen mit anderen Wassenberger Prädikanten nach Münster, wo unter Bernd Rothmann und Bernd Knipperdolling eine lutherisch geprägte Reformation durchgeführt worden war. Er wurde Prediger an der St.-Aegidii-Kirche. Unter dem Einfluss von Roll, der die zwinglianische Abendmahlslehre vertrat, setzte sich ein neues Sakramentsverständnis durch, das den partnerschaftlich geschlossenen Bund zwischen Gott und Mensch zu Ausdruck brachte. Als Roll und seine Anhänger die neue Sakramentslehre auch auf die Gläubigentaufe ausweiteten, regte sich der Widerstand in der Bevölkerung und im Rat der Stadt. Roll wurde im November 1533 aus Münster ausgewiesen. Bereits im Januar 1534 hielt er sich wieder in der Stadt auf und empfing zusammen mit Rothmann die Taufe. Roll begann nun selber Gläubige zu taufen, so zum Beispiel Gerhard Westerburg. Im Februar 1534 wurde er als apostolischer Sendbote von der Gemeinde Christi zu Münster auf die Reise gesandt. Er begab sich in die Niederlande und wurde im Herbst 1534 in Maastricht aufgegriffen. Bald danach wurde er in  auf dem Scheiterhaufen verbrannt. Ein paar Jahrhunderte lang dachte man, dass Rol in Utrecht verhaftet und hingerichtet worden sei. Denn beide Städte wurden Trajectum genannt: Trajectum ad Mosam (Traj. superius) und Trajectum ad Rhenum (Traj. inferius oder Ultrajectum). Da aber sein Wirken in Maastricht durch viele Dokumente belegt ist, besteht hierüber kein Zweifel mehr.
Heinrich Roll gilt zusammen mit Rothmann als einer der maßgebenden Vertreter der münsterschen Täufer vor dem Auftreten von Jan Matthys. Ob er eher der revolutionären Richtung von Jan Matthys zugerechnet werden kann oder ob er wegen seiner pazifistischen Haltung Münster verlassen hatte, kann nur schwer beurteilt werden.

## Werke
- Die Slotel van dat Secreet des Nachtmaels onses Heren Jesu Christi, 1531/32
- Bekenntnisse von beyden Sacramenten, Doepe vnde Nachtmaele, der Praedicanten tho Munster. 1533 (zusammen mit Bernhard Rothmann)